# Der Eseltreiber und der Dieb
Der Eseltreiber und der Dieb ist ein orientalisches Märchen aus den Geschichten aus Tausendundeiner Nacht. In der Arabian Nights Encyclopedia wird es als ANE 118 gelistet (→ Tausendundeine Nacht – Liste der Geschichten).
Das Märchen erzählt eine komödiantische Gaunergeschichte, in der zwei Diebe einen Eseltreiber übers Ohr hauen.

## Handlung
Ein leichtsinniger Eseltreiber zog auf der Straße seinen Esel nach. Zwei Diebe wollten ihm den Esel entwenden und überlisteten ihn mit einem Trick. Während sie liefen, nahmen sie dem Esel den Zaum ab und legten ihn einem von ihnen um, sodass der Eseltreiber glaubte, er zöge noch immer seinen Esel, während der andere das Tier fortbrachte. Schließlich blieb der Dieb stehen und der Eseltreiber fand verwundert einen Menschen vor. Der Dieb erzählte ihm, er sei einst ein Mensch gewesen sei, der, weil er seine Mutter mit einem Stock geschlagen habe, von Gott verflucht und in einen Esel verwandelt wurde. Nun habe sie ihm aber vergeben, woraufhin er sich wieder in einen Menschen verwandelt habe. Der Eseltreiber ließ den Mann daraufhin sofort frei, der sich entfernte. Tief betrübt kehrte der Eseltreiber nach Hause zu seiner Frau und erzählte ihr die Geschichte. Das Paar war tief betrübt, dass es scheinbar einen Menschen für sich hatte arbeiten lassen und verteilte Almosen. Schließlich ging der Eseltreiber auf den Markt zurück, wo er nun plötzlich seinen eigenen Esel vorfand. Im Glauben, dass der Junge schon wieder seine Mutter geschlagen habe und von Gott in einen Esel verwandelt worden sei, erklärt er ihm, dass er ihn nicht mehr kaufen werde und ging weg.

## Hintergrund
Die Geschichte findet sich in den ägyptischen Manuskripten und in den frühen arabischen Druckausgaben. Sie entspricht dem internationalen Märchentyp AT 1529: Der Dieb, der behauptete, in ein Pferd verwandelt worden zu sein. In der arabischen Literatur ist die Erzählung erstmals in Ibn al-Dschauzīs (gest. 1201) Witzsammlung Akhbâr al-Hamqâ nachgewiesen. Seither ist sie sowohl in nahöstlichen als auch internationalen Volksbüchern und mündlichen Überlieferungen beliebt geblieben.

## Ausgaben
- Gustav Weil: Tausend und eine Nacht – Arabische Erzählungen, Karl Müller Verlag, Erlangen 1984 (Erstausgabe: 1865), Band 4, S. 67f.
- Enno Littmann: Die Erzählungen aus den tausendundein Nächten, Insel Verlag, Frankfurt 1968, Band 3, S. 450–452.